# Seeheim-Jugenheim
Seeheim-Jugenheim er en kommune i Kreis Darmstadt-Dieburg ved Bergstraße i den sydlige del af den tyske delstat Hessen. Den blev dannet 1. januar 1977 da den tidligere selvstændige kommune Seeheim blev sammenlagt med Jugenheim, som i årene inden var blevet sammenlagt at otte mindre byer. Først fik den navnet Seeheim, med 1. januar 1978 blev det ændret til Seeheim-Jugenheim.

## Venskabsbyer
Seeheim-Jugenheim har venskabsbyerne:
- Villenave-d’Ornon, Département Gironde, Frankrig, siden 1982
- Kosmonosy, Tjekkiet, siden 1997
- Ceregnano, Italien, siden 2008

## Kommunalvalg 2011
| Parti                 | Procent |
| --------------------- | ------- |
| SPD                   | 26,6    |
| CDU                   | 32,4    |
| Bündnis 90/Die Grünen | 35,9    |
| FDP                   | 5,0     |